# Młodzi muszkieterowie
Młodzi muszkieterowie (ang. Young Blades, 2005) – amerykańsko-kanadyjski serial przygodowy stworzony przez Dana Angela i Billy’ego Browna. Wyprodukowany przez Insight Film Studios. Serial inspirowany powieścią Aleksandra Dumasa (ojca) o trzech muszkieterach.
Jego światowa premiera odbyła się 23 stycznia 2005 roku na kanale PAX. Ostatni odcinek został wyemitowany 2 czerwca 2005 roku. W Polsce serial nadawany na kanałach TVP1, AXN, Polsat i Tele 5.

## Fabuła
Serial opowiada o młodych muszkieterach, nowym pokoleniu żołnierzy Gwardii Królewskiej, hołdujący żelaznej zasadzie swoich poprzedników „Jeden za wszystkich, wszyscy za jednego”. Noszący to samo imię co jego słynny ojciec d'Artagnan (Tobias Mehler), zbuntowany arystokrata Ramon (Zak Santiago), genialny wynalazca Siroc (Mark Hildreth) oraz przebrana za chłopaka Jacqueline (Karen Cliche), walczyć będą z tajemniczą organizacją, szerzącą zło w siedemnastowiecznej Francji. Na ich drodze stanie demoniczny doradca królewski – kardynał Mazarin (Michael Ironside).

## Obsada
- Tobias Mehler jako d'Artagnan
- Karen Cliche jako Jacqueline Roget/Jacques Leponte
- Mark Hildreth jako Siroc
- Zak Santiago jako Ramon Montalvo Francisco de la Cruz
- Bruce Boxleitner jako kapitan Marvin Duvall
- Robert Sheehan jako książę Ludwik
- Michael Ironside jako kardynał Mazarin
- Sheena Easton jako królowa Anne

## Spis odcinków
| N/o            | Tytuł angielski              |
| -------------- | ---------------------------- |
|                |                              |
| SERIA PIERWSZA |                              |
|                |                              |
| 01             | Wanted                       |
|                |                              |
| 02             | Rub-a-Dub Sub                |
|                |                              |
| 03             | Enchanted                    |
|                |                              |
| 04             | The Exile                    |
|                |                              |
| 05             | DaVinci's Notebook           |
|                |                              |
| 06             | Secrets of the Father        |
|                |                              |
| 07             | Four Musketeers and a Baby   |
|                |                              |
| 08             | Coat of Arms                 |
|                |                              |
| 09             | The Girl from Upper Gaborski |
|                |                              |
| 10             | The Invincible Sword         |
|                |                              |
| 11             | To Heir Is Human             |
|                |                              |
| 12             | Chameleon                    |
|                |                              |
| 13             | Secrets                      |
|                |                              |